# Maasin (Iloílo)
Maasin es un municipio filipino de tercera clase, perteneciente a la provincia de Iloílo, en las Bisayas Occidentales.

## Historia
El pueblo se fundó en 1755. Hacia mediados del siglo XIX, el lugar, que por entonces estaba unido en lo civil y lo eclesiástico a Laglag, tenía contabilizada una población de 7645 habitantes, repartidos en alrededor de 1274 casas. Aparece descrito en el segundo volumen del Diccionario geográfico, estadístico, histórico de las Islas Filipinas (1851) de Manuel Buzeta Núñez y Felipe Bravo con las siguientes palabras:

MAASIM: pueblo con cura y gobernadorcillo, en la isla de Panay, prov. de Iloilo, dióc. de Cebú; sit. en los 126° 14' long., 11° 1' 30" lat., al pie de unos montes bastante elevados y á la orilla de un r.; su clima cálido. Se fundó este pueblo en 1755, y en el dia tiene con sus barrios y visitas unas 1,274 casas, la parroquial que se distingue entre todas por ser de mejor fábrica, y la de comunidad que tambien es regular; en esta última se halla la cárcel. la igl. parr. es de buena fábrica, está bajo la advocacion de Santiago Apostol y la sirve un cura regular. Confina el term. por N. con el de Lambunao, cuyo pueblo se halla 2 ½ leg. al N. E.; por S. con el de Santa Bárbara, á 2 leg.; por S. E. con el de Cabatuan, á 1 ½ leg.; por O. alcanza el térm. á los montes que dividen las prov. de Iloilo y de Capiz, y por S. O. linda con Alimodian á 2 leg. El terreno es llano y fértil; báñalo el r. arriba mencionado, y su principal prod. es la del arroz, teniendo ademas otras varias, como son maiz, cacao, algodon, café, pimienta, legumbres, cocos y otras frutas. pobl. 7,645 alm., y en 1845 pagaba 1,260 trib., que ascienden á 12,600 rs. plata, equivalentes á 31,500 rs. vn.
(Buzeta y Bravo, 1851, p. 189)

En 2020, tenía censados 38 461 habitantes.